# Radarturm „Newaer Tor“
Der Radarturm „Newaer Tor“ (russisch Башня АРЛП «Невские ворота» Baschnja ARLP «Newskije worota») steht auf der Nordwestmole am Barotschny-Becken (russisch Барочный бассейн Barotschny bassein) an der Uferpromenade der Sankt Petersburger Gutujewski-Insel (russisch Гутуевский остров Gutujewski ostrow) in Russland. Er sendet rotes, weißes oder grünes Dauerlichticht, je nach Richtung, als Navigationshilfe für die Hafenzufahrt. Es ist ein etwa 60 m hoher runder Turm, mit roten und weißen horizontalen Bändern bemalt. Standort und Turm sind für die Öffentlichkeit nicht zugänglich.